# Любнув (Тшебницький повіт)
Любнув (пол. Lubnów) — село в Польщі, у гміні Оборники-Шльонські Тшебницького повіту Нижньосілезького воєводства.
Населення — 610 осіб (2011).
У 1975-1998 роках село належало до Вроцлавського воєводства.

## Демографія
Демографічна структура станом на 31 березня 2011 року:
|          | Загалом | Допрацездатний вік | Працездатний вік | Постпрацездатний вік |
| -------- | ------- | ------------------ | ---------------- | -------------------- |
| Чоловіки | 310     | 72                 | 212              | 26                   |
| Жінки    | 300     | 75                 | 165              | 60                   |
| Разом    | 610     | 147                | 377              | 86                   |